# Behálózva (film, 2013)
A Behálozva (eredeti cím: Closed Circuit) 2013-as brit-amerikai politikai thriller/filmdráma, amelyet John Crowley rendezett és Steven Knight írt. A főszerepet Eric Bana, Rebecca Hall, Ciarán Hinds, Jim Broadbent és Riz Ahmed alakítja.
A filmet 2013. augusztus 28-án mutatták be a mozikban.

## Rövid történet
Egy nagy jelentőségű terrorista ügy váratlanul összeköt két volt szerelmest a védőcsapatban – próbára téve lojalitásuk határait és veszélybe sodorva életüket.

## Szereplők
- Riz Ahmed: Nazrul Sharma MI5 ügynök
- Doug Allen: Ryan
- Eric Bana: Martin Rose védelmi ügynök (korábbi kiadásokban Vickers néven)[5]
- Barbora Bobuľová: Piccola
- Jim Broadbent: Anglia és Wales főállamügyésze
- Kenneth Cranham: Cameron Fischer
- Anne-Marie Duff: Melissa Fairbright MI5 ügynök
- Rebecca Hall: Claudia Simmons-Howe különleges képviselő
- Isaac Hempstead-Wright: Tom Rose
- Ciarán Hinds: Devlin
- John Humphrys: Önmaga
- Denis Moschitto: Farroukh Erdogan/Mussi Kartal
- Jemma Powell: Elizabeth
- Julia Stiles: Joanna Reece
- Angus Wright: Andrew Altman
- Luing Andrews: Belmarsh őre

## Fogadtatás
A Rotten Tomatoes-on 135 kritikus értékelése alapján a film 43%-os minősítést kapott. A Metacritic-en a film 39 kritika alapján 50 pontot kapott a 100-ból.